# Cadillac (chanson)
Singles de Johnny Hallyday
Himalaya
(1990) Je ne suis pas un héros (version live Bercy 90)
(1990)
Cadillac est une chanson de Johnny Hallyday sortie en 1989 sur un album auquel elle donne son nom. Écrite par Étienne Roda-Gil, Jean-Pierre Bucolo et Georges Augier, elle est diffusée en single en septembre 1990.

## Histoire
La chanson, mêlant fiction et réalité, évoque le destin d'Antoine de Lamothe-Cadillac, un français qui fonde Détroit en 1701, et dont le nom est repris en 1902 pour baptiser la marque automobile américaine Cadillac.

On peut lire sur la pochette intérieur de l'album Cadillac : 
« Cadillac est parti un jour du sud de la France, les mains dans les poches et un chagrin d'amour dans le cœur… C'était […] au XVIIe siècle, quand on pouvait encore marcher vers l'Ouest […] Cadillac a fondé Détroit, la capitale des moteurs et du Rock'n'Roll. Ce n’est pas un hasard, c'est le destin. Des voitures portent son nom et les limousines s'appellent limousines parce que c'était le nom de la langue qu'il parlait […] Le cœur est un moteur. Il invente des rêves, des musiques, des mots, des villes et invente le futur. Cadillac est le père fondateur du Rock'n'Roll. »

Au XXe siècle, la ville devient célèbre pour son industrie automobile et en 1959 la firme discographique Motown y a vu le jour. En conséquence de quoi, le texte de Roda-Gil, réécrivant l'histoire et créant des parallèles, en des raccourcis poétiques fait d'Antoine de Lamothe-Cadillac le « père fondateur du rock'n'roll » : 
« J'm'en vais fonder une ville bleue, j'm'en vais fonder Détroit, d'où jailliront des usines et un rock de combat »
En 1990, Johnny Hallyday enregistre, sur la même musique, le texte qui (dans une version légèrement remaniée et diffusé en maxi 45 tours), précède la chanson et est également utilisé sur scène en introduction de la chanson.
(Texte Étienne Roda-Gil, extraits)

## Discographie
1989 :
- 15 juin album Cadillac Philips 838494[1]

1990 ( - pour l'ensemble de la section ci-dessous) :
3 septembre :
- 45 tours Philips 875 416-7 et CD single 875 417 : Cadillac, Vietnam vet
- Maxi 45 tours Philips 875 417-1 (4 titres) et Maxi CD 875 417-2 (5 titres, *) : Introduction Cadillac, Cadillac, C'est du vent, Possible en moto, Vietnam vet(*)

19 novembre :
- 45 tours Philips 875 416-7 : Cadillac (nouvelle version guitare remix), Vietnam vet
- 45 tours picture disque Philips 878 552-7 : Introduction Cadillac, Cadillac (nouvelle version guitare remix), L'étoile solitaire

Discographie live :
- 1991 : Dans la chaleur de Bercy

## Classements hebdomadaires
| Classement (1990) | Meilleure position |
| ----------------- | ------------------ |
| France            | 39                 |